# Totalschaden (album)
Totalschaden – debiutancki album niemieckiego rapera Tony’ego D. Płyta wydana została przez wytwórnię Aggro Berlin w 2007 roku. Płytę promował utwór o tym samym tytule.

## Lista utworów
1. „Intro” – 0:48
2. „Totalschaden” – 2:58
3. „Terminator Damager” – 3:29
4. „Gegnaz (Skit)” – 0:29
5. „Wo sind die Gegnaz?” (feat. B-Tight) – 3:00
6. „Auf und ab” (feat. Sido) – 5:02
7. „Tot so gut” – 3:00
8. „Mörderrap” (feat. Fuhrmann) – 3:50
9. „Haus der harten Männer” (feat. MOK) – 4:00
10. „Hurensohnbaby” – 4:09
11. „Komm rein” (feat. K.I.Z.) – 4:46
12. „Aaahh” – 0:32
13. „Meistgesucht” (feat. B-Tight) – 3:55
14. „Klopf Klopf” (feat. Fuhrmann & Bendt) – 3:42
15. „T.M.R.B.C.” (feat. Frauenarzt) – 3:56
16. „Schrei mich nicht an (Skit)” – 0:20
17. „Technoschaden” (feat. Grüne Medizin) – 3:05
18. „Betonkanacke” – 3:24
19. „Outro” (feat. Fler) – 2:17

### Bonusy
1. „Intro” – 1:07
2. „2 Zuviel” (feat. Massiv) – 2:42
3. „Pöbeln (Skit)” – 0:26
4. „In Club” (feat. Kitty Kat & Harris) – 3:10
5. „Ärgermann” (feat. Fler) – 3:17
6. „Knochen gebrochen” (feat. Sido, B-Tight & Kitty Kat) – 4:18
7. „Totalschaden (Smells like Totalschaden)” – 3:33